# Arreskov Sø
Arreskov Sø (tidligere også kaldet Fleninge Sø) er Fyns største sø og er beliggende cirka 8 km. nordøst for Faaborg. Det er en lavvandet sø der dækker et areal på godt 3 km². Søen har en gennemsnitsdybde på 2 m og er 4 m på det dybeste sted. Dens vandspejl har oprindeligt ligget 3 meter højere, og i stenalderen dækkede  den et areal på over 6 km², og de lave områder vest for søen er gammel søbund; her er der flere steder gamle tørvegrave.
Ved søens østbred ligger herregården Arreskov, lige nord for udløbet mod øst, hvor Odense Å begynder.
Arreskov Sø var indtil 1983 stærkt forurenet af spildevand fra den nærliggende by Korinth, men siden1992 er vandkvaliteten blevet bedre. Tilførslen af spildevand er stoppet og det tidligere Fyns Amt har foranstaltet opfiskning af store mængder skalle og brasen.
Ved søens vestbred er der opført et fugletårn, hvorfra det rige fugleliv kan iagttages; området er ynglelokalitet for bl.a  rørdrum, havørn, hvepsevåge og grågås, og er også en vigtig lokalitet for rastende andefugle bl.a. skeand og troldand.
Området indeholder også mange plantearter, heraf 9 arter orkideer. Arreskov Sø og dens nærmeste omgivelser,  i alt  824 hektar, blev fredet i 1995. Et område på 657 ha er nu Natura 2000--område nr. 121 Arreskov Sø, og er en del af det store samlede naturområde omkring De Fynske Alper og Svanninge Bakker.